# Kazimierz Aleksanderek
Kazimierz Aleksanderek (ur. 14 kwietnia 1947 w Starzenicach) – kapitan, funkcjonariusz aparatu bezpieczeństwa PRL i Milicji Obywatelskiej.
Od 1972 roku funkcjonariusz krakowskiej Służby Bezpieczeństwa, następnie kierownik Sekcji I Wydziału IV KW MO w Krakowie (od 1979). Od 1983 roku zastępca naczelnika Wydziału IV WUSW w Krakowie, a od 1988 roku, naczelnik Wydziału IV WUSW w Krakowie.
Jako kierownik sekcji wydziału IV nadzorował działalność Samodzielnej Grupy „D” Departamentu IV MSW, mającej na celu dezintegrację kurii krakowskiej.
Oskarżony z powództwa prywatnego Macieja Gawlikowskiego, któremu wielokrotnie groził śmiercią za nagranie jego wywiadu, w którym ujawniał kulisy działań SB i KGB w Watykanie.
Według Gazety Polskiej z inicjatywy duchownych, którzy byli tajnymi współpracownikami SB, arcybiskup krakowski Stanisław Dziwisz spotkał się z Kazimierzem Aleksanderkiem i wspólnie mieli omawiać sposoby skompromitowania księdza Tadeusza Isakowicza-Zaleskiego, zwolennika lustracji w polskim kościele katolickim.